# Noorderhaaks
Der Noorderhaaks (fries.: Noarderheaks), auch Razende Bol genannt, ist eine Sandbank („Plate“) mit einer Fläche von ca. 5 km², die durch die Gezeitenströme zwischen der Nordsee und der Insel Texel entstanden ist. Das bei Ebbe aus dem Marsdiep, der Meerenge zwischen Texel und Den Helder, strömende Wasser trifft auf die steigende Flut aus der Nordsee, die beiden Strömungen neutralisieren sich, und der Sand im Nordseewasser sinkt ab. Sandplaten dieser Art wandern langsam in Richtung des Flutstroms. Vor etwa einem Jahrhundert lag an der Stelle des heutigen Noorderhaaks eine andere Sandplate, Onrust, die sich Anfang des 20. Jahrhunderts an das Südende von Texel anschloss.

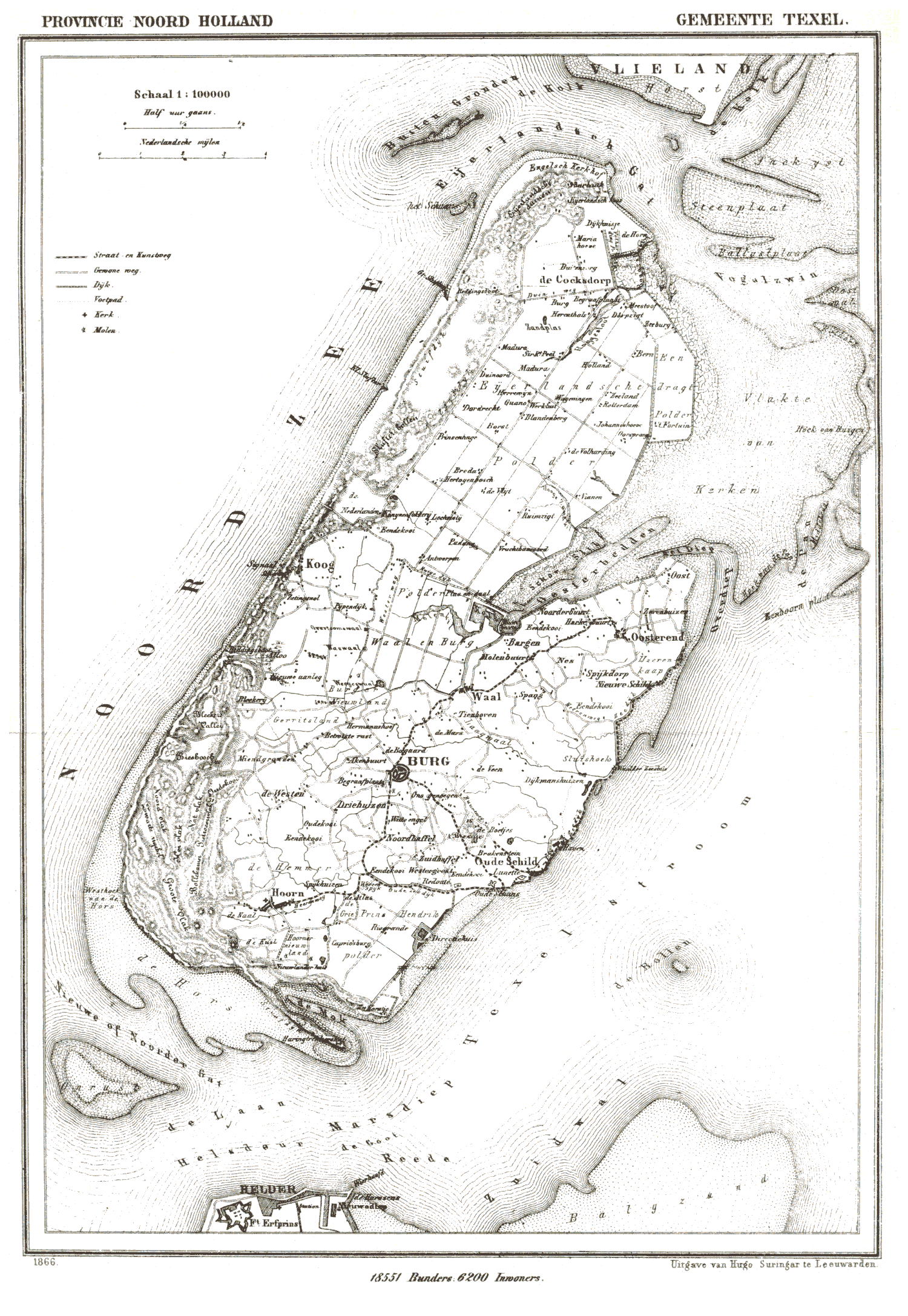
Texel um 1865; die Sandbank Onrust im Südwesten hat sich noch nicht an die Insel angeschlossen

Mit einer Geschwindigkeit von 100 Metern pro Jahr bewegt sich der Noorderhaaks in Richtung Molengat (die etwa 650 m breite Durchfahrt zwischen Texel und Noorderhaaks) und Marsdiep, aber es ist nicht sicher, ob er sich – ohne menschliche Intervention – ebenfalls an Texel anschließen wird. Die Strömung im Molengat ist noch immer ziemlich stark, und der Abstand zwischen Texel und dem Noorderhaaks ist in den letzten Jahren nicht geringer geworden. Es scheint daher eher wahrscheinlich, dass der Noorderhaaks sich entlang der Küste Texels in nördlicher Richtung ausbreiten wird.
Die höher gelegenen Bereiche der Sandbank werden nur noch bei Sturmfluten überflutet. Wegen der Ruhe sind auf dem Noorderhaaks Seehunde, Kegelrobben und Vögel ständige Gäste. Die Sandbank ist allerdings auch Übungsgebiet der niederländischen Streitkräfte. Seit 2006 ist ein Teil der Sandplate zeitweise für die Öffentlichkeit gesperrt, um insbesondere die etwa 120 dort ruhenden Kegelrobben nicht zu stören. Ebenso wurden die winterlichen Schießübungen der Marine gestoppt, um die Kegelrobben mit ihren Jungen nicht zu beeinträchtigen.
Der Noorderhaaks und der weiter südlich gelegene Zuiderhaaks bilden zusammen den sog. Haaksgronden. Sie sind auch wasserwirtschaftlich bislang unberührt und nicht Teil des Küstenschutzes, was in den Niederlanden ungewöhnlich ist.

## Vorschlag zum Küstenschutz
Um Texel gegen Erosion zu schützen und die hohen Kosten der jährlichen Sandaufspülungen an der Südspitze der Insel einzusparen (jährlich etwa 4,5 Millionen Euro), schlug die Landschaftsarchitektin Lieneke van Campen (* 1973) in ihrer Abschlussarbeit an der Akademie für Architektur Amsterdam im Jahre 2005 vor, den Noorderhaaks in zwei Teile zu zerteilen. Durch seinen nördlichen Ausläufer würde mit Cutterbaggern eine sieben Meter tiefe Rinne gegraben, und der dadurch gewonnene Sand würde an der Nordseite der neuen Rinne aufgeschichtet, bis zu einer Höhe von etwa 15 Metern. Der südliche, größere Teil des Noorderhaaks würde verhältnismäßig stabil in seiner jetzigen Lage verharren, während das abgetrennte nördliche Stück, erhöht mit dem Sand aus der Rinne, sich im Laufe von etwa 20 Jahren durch Winderosion und weitere Sandablagerungen an Texel anschließen würde.